# Kozukue
Kozukue (小机町, Kozukue-chō) est un quartier japonais de la banlieue de Yokohama.

Sa position exacte est : Japon, préfecture de Kanagawa, ville de Yokohama, arrondissement de Kōhoku.
Ce petit quartier a comme particularité d'accueillir sur son territoire le stade de football international de Yokohama construit pour la coupe du monde de football 2002 : le Stade International de Yokohama. C'est dans ce stade que se déroula la finale de cette coupe du monde organisée par le Japon et la Corée durant l'été 2002.
Le lieu possède aussi une petite forêt de bambous que l'on peut visiter, et qui renferme les ruines d'un château médiéval dont il ne reste que les fondations.

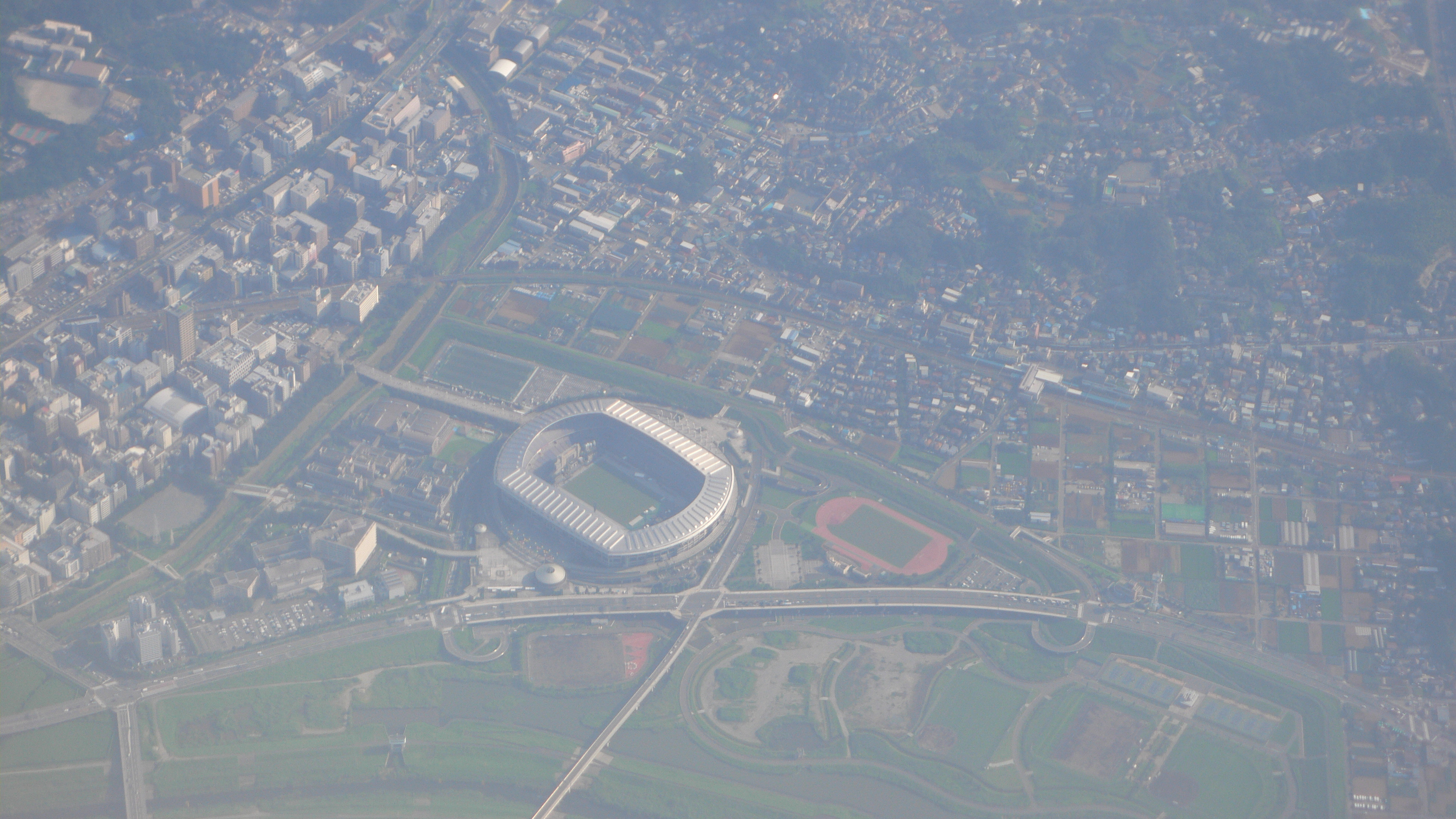
Vue aérienne de Kozukue et son stade (2009)